# Nazila Fathi
Nazila Fathi (Teherán, 28 de diciembre de 1970) es una escritora iraní-canadiense y antigua corresponsal en Teherán de The New York Times. También ha informado sobre Irán para Time y Agence France-Presse. En su libro The Lonely War (La guerra solitaria) entrelaza su historia personal con la de Irán, desde la Revolución de 1979 hasta que se vio obligada a exiliarse en 2009, cuando su vida corrió peligro por seguir informando desde Irán.

## Biografía
Fathi nació en Teherán en 1970. Su padre era alto funcionario del Ministerio de Energía. Estudió inglés en la Universidad Azad y, mientras estaba allí, empezó a trabajar como traductora para periodistas extranjeros. Desde entonces ha trabajado para The New York Times, Time y Agence France-Presse.
Frustrada por el proceso interminable de acreditación de prensa del gobierno iraní, Fathi se trasladó a Canadá en 1999 y obtuvo la nacionalidad canadiense. En 2001 obtuvo un máster en Ciencias Políticas y Estudios sobre la Mujer por la Universidad de Toronto.  
Durante las protestas de las elecciones presidenciales iraníes de 2009, Fathi y otros periodistas informaron sobre la violencia del gobierno iraní contra manifestantes pacíficos. A principios de 2009, el gobierno iraní prohibió la entrada a periodistas internacionales para detener la cobertura de las protestas, pero Fathi siguió informando. En junio de 2009, las autoridades iraníes detuvieron a otros periodistas, el gobierno sometió a Fathi a vigilancia y la amenazó de muerte. En julio de 2009, Fathi y su familia se marcharon de Irán a Canadá.
Posteriormente se convirtió en asociada del Belfer Center de Harvard, Nieman Fellow y Shorenstein Fellow.
El libro de Fathi The Lonely War fue publicado por Basic Books en noviembre de 2014. Fathi también tradujo el libro de la premio Nobel Shirin Ebadi, Historia y documentación de los derechos humanos en Irán.

### No ficción
- Lonely War: One Woman's Account of the Struggle for Modern Iran (2014) (Guerra solitaria: relato de una mujer sobre la lucha por el Irán moderno, 2014)

### Libros para niños
- My Name Is Cyrus (2020)
- Avicenna: The Father of Modern Medicine (2020)
- Razi: The Man Who Discovered How to Make Alcohol (2021)
- The Persian Warrior and Her Queen (2021)